# Stenoplium perrieri
Stenoplium perrieri là một loài bọ cánh cứng trong họ Cleridae. Loài này được Fairmaire miêu tả khoa học năm 1903.